# Nicolas Stemann
Nicolas Stemann (* 30. November 1968 in Hamburg) ist ein deutscher Regisseur.

## Leben
Nicolas Stemann studierte nach Abitur und Zivildienst Germanistik und Philosophie an der Universität Hamburg und Regie am Max Reinhardt-Seminar in Wien unter anderem bei Achim Benning, Artak Grigorjan und an der Theaterakademie in Hamburg bei Jürgen Flimm und Christof Nel. Währenddessen übernahm er Gelegenheitsjobs zum Beispiel als Hotelpianist und Schiffsfotograf und spielte in diversen Bands. 
Seit 1995 inszeniert er für das Theater. 1997 gründete er die „Gruppe Stemann“, mit deren zentralen Mitgliedern er größtenteils bis heute zusammenarbeitet (so der Dramaturg Bernd Stegemann, die Bühnenbildnerin Katrin Nottrodt, die Kostümbildnerin Esther Bialas, die Musiker Thomas Kürstner und Sebastian Vogel sowie die Schauspieler Philipp Hochmair und Sebastian Rudolph). 
In den Arbeiten seit ca. 2005 zählen der Dramaturg Benjamin von Blomberg, die Kostümbildnerin Marysol del Castillo sowie die Video-Künstlerin Claudia Lehmann zu seinen engeren Mitarbeitern. Seit 2002 arbeitet Stemann mit der österreichischen Schriftstellerin und Nobelpreisträgerin Elfriede Jelinek zusammen, deren Stücke er oft zur Ur- und Erstaufführung gebracht hat.
Ab der Spielzeit 2015/2016 war Stemann Hausregisseur an den Münchner Kammerspielen unter der Intendanz von Matthias Lilienthal. Seit der Saison 2019/2020 ist er zusammen mit dem Dramaturgen Benjamin von Blomberg Co-Intendant am Schauspielhaus Zürich. Anfang Februar 2023 wurde bekanntgegeben, dass der Ende der Saison 2023/24 auslaufende Vertrag nicht mehr verlängert wird. Als Grund wurde genannt, dass man sich „nicht auf eine gemeinsame betriebswirtschaftlich strategische Ausrichtung des Schauspielhauses verständigen“ habe können.
Ab der Spielzeit 2027/28 wird Stemann Intendant am Schauspielhaus Bochum.
Stemann gilt als „einer der namhaftesten Regisseure des deutschsprachigen Theaters“ (Süddeutsche Zeitung).

## Arbeiten
Das erste Mal überregional bekannt wurde Stemann durch die Inszenierung seiner Terror-Trilogie 1997 auf Kampnagel Hamburg, in Zusammenarbeit mit den Hamburger Kammerspielen und dem Gostner Hoftheater in Nürnberg (Antigone von Sophokles, Die Möwe von Tschechow, Leonce und Lena von Georg Büchner). Die ebenfalls in Nürnberg entstandene Inszenierung Werther! nach Goethe mit Philipp Hochmair spielt bis in die Gegenwart an zahlreichen nationalen und internationalen Theatern. In den folgenden Jahren inszenierte er an verschiedenen deutschsprachigen Staatstheatern, unter anderem Theater Basel, Deutsches Schauspielhaus Hamburg, Schauspielhaus Bochum, Düsseldorfer Schauspielhaus, Theater am Turm Frankfurt, schauspielhannover (Niedersächsisches Staatstheater). Von 2004 bis 2007 war Stemann Hausregisseur am Burgtheater in Wien. Zwischen 2003 und 2006 arbeitete er in Bogotà und Cartagena (Kolumbien), mit der Tanzkompanie El colegio del cuerpo des kolumbianischen Tänzers Alvaro Restrepo.
Anschließend arbeitete er vor allem am Thalia Theater (Hamburg), am DT (Deutsches Theater Berlin) und am Schauspielhaus Köln (Nathan der Weise). 
Seit 2010 arbeitet er auch als Opernregisseur (La Périchole von Jacques Offenbach, Komische Oper Berlin). 2011 inszenierte er für die Salzburger Festspiele Faust I und Faust II (in Koproduktion mit dem Thalia Theater (Hamburg)) und im Frühling 2012 am Schauspielhaus Köln das musikalische Projekt Der demographische Faktor. Im Juli 2012 setzte er mit seiner „Schnellen Theatralen Eingreiftruppe“ den Theatertext Rein Gold von Elfriede Jelinek in einer performancehaften Musiktheater-Urlesung erstmals in Szene (Bayerische Staatsoper am Prinzregententheater). Dieser einmaligen Performance folgte eine gleichnamige Inszenierung eines Opernprojektes unter Verwendung des Textes von Elfriede Jelinek und der Musik aus Richard Wagners Ring an der Berliner Staatsoper im März 2014. Im Rahmen der Wiener Festwochen 2013 konzipierte und inszenierte Stemann die Schauspiel-Performance Kommune der Wahrheit. Wirklichkeitsmaschine. Im Mai/Juni/September 2014 inszenierte er die Uraufführung des Stückes Die Schutzbefohlenen von Elfriede Jelinek als Koproduktion des Festivals „Theater der Welt“, dem Holland-Festival Amsterdam und dem Thalia-Theater Hamburg. Wie viele Arbeiten Stemanns war auch diese als Work-in-progress angelegt, das an den verschiedenen Spielorten weiterentwickelt und zum Teil stark verändert und den aktuellen Umständen angepasst wurde.

## Einladungen und Auszeichnungen
Stemanns Arbeiten wurden bisher sechsmal zum Berliner Theatertreffen und viermal zu dem Festival Mülheimer Theatertage eingeladen, sowie zu diversen internationalen Festivals in Paris, Amsterdam, Moskau, Bogota, Toronto, Belgrad, Manchester, Zagreb, Sarajevo, Warschau und andere. Mit seiner Inszenierung Die Kontrakte des Kaufmanns war er im Juli 2012 erstmals beim Theaterfestival in Avignon zu Gast. Er war dreimal für den österreichischen Theaterpreis „Nestroy“ sowie für den deutschen Theaterpreis „Faust“ nominiert. Die Zeitschrift Theater heute wählte ihn 2000 zum „Nachwuchsregisseur des Jahres“, sein Hamlet gewann Preise in Belgrad, Sarajewo und Zagreb. Seine Inszenierung von Ulrike Maria Stuart von Elfriede Jelinek wurde 2007 mit dem „Kulturnews-Award“ in der Kategorie „Bestes Theaterstück“ ausgezeichnet sowie in der Kritiker-Umfrage der Zeitschrift Theater heute zum „Stück des Jahres“ gewählt. 
2009 erhielt er für seine Inszenierung von Die Räuber den Hamburger Rolf-Mares-Preis, seine Inszenierung von Jelineks Wirtschaftskomödie Die Kontrakte des Kaufmanns wurde 2009 mit dem Kölner Kurt-Hackenberg-Preis ausgezeichnet. Für seine Inszenierung von Faust I und Faust II wurde er mit dem „3sat-Preis“ für „besonders richtungsweisende Leistungen im Theater“ ausgezeichnet sowie mit dem „Kulturnews-Award“ in der Kategorie „Bestes Theaterstück“. Außerdem wurde er für Faust I+II von der Zeitschrift Theater heute zum „Regisseur des Jahres 2012“ gewählt, weitere Sieger waren Sebastian Rudolph für seine schauspielerische Leistung und Benjamin von Bomberg für seine Dramaturgie in ebenjener Inszenierung. Diese wurde ebenfalls zum Berliner Theatertreffen eingeladen; Stemann erhielt hier den 3sat-Preis.
Stemann wurde auf der Frühjahrs-Mitgliederversammlung der Akademie der Künste Berlin am 25. Mai 2013 als neues Mitglied in die Sektion Darstellende Kunst gewählt.

## Sonstiges
Nicolas Stemann ist ferner seit 2003 als Gastdozent an der Hochschule für Musik und Theater Hamburg und an der Hochschule für Schauspielkunst „Ernst Busch“ Berlin tätig.
Neben seiner Arbeit als Regisseur ist er zunehmend auch als Musiker und Performer zu sehen, zum Beispiel in dem von ihm gemeinsam mit Thomas Kürstner und Sebastian Vogel entwickelten Format „Gefahr-Bar“ oder in einigen seiner Inszenierungen (z. B. in „Die Kontrakte des Kaufmanns“, „12 letzte Lieder“ am DT und „Der demografische Faktor“ am Schauspielhaus Köln).